# Nedeljko Ašćerić
Nedeljko Ašćerić, detto Neno (in serbo Недељко Ашћерић?; Šašinci, 29 agosto 1965), è un ex cestista e allenatore di pallacanestro jugoslavo naturalizzato austriaco.
Ha speso buona parte della sua carriera giocando nella Österreichische Basketball Bundesliga con l'UKJ Sankt Pölten, grazie al quale ha ottenuto la nazionalità austriaca. Anche suo figlio Luka Ašćerić è un cestista professionista.

## Carriera
La prima squadra professionistica di Ašćerić è stata il KK Srem Sremska Mitovica, con cui ha esordito nella seconda divisione del campionato jugoslavo. In patria ha giocato anche con Backa Palanca e Nap Novi Sad, sempre in seconda divisione.
Nel 1989, a ventiquattro anni, viene ingaggiato dal Sankt Pölten. Con gli austriaci Ašćerić gioca dieci stagioni, riuscendo ad esordire anche nella nazionale austriaca. Ha vinto due campionati austriaci e una Coppa d'Austria.
Nel 1998 passa in Francia. Nel campionato francese gioca due stagioni con il Racing di Parigi, un triennio al Le Mans e infine al Tolone. Nel 2005 scende nella seconda divisione francese, al Jeanne d'Arc Vichy. Ha chiuso con una breve parentesi al Sankt Pölten, tra il settembre e il dicembre 2006.
Alla fine della sua esperienza austriaca, si è ritirato dallo sport attivo, passando ad allenare la Jeunesse laïque di Bourg-en-Bresse. A giugno 2007 passa al Saint-Quentin Basket-Ball, in seconda divisione.

## Palmarès

### Giocatore
- Campionato austriaco: 5

Sankt Pölten: 1992-93, 1994-95, 1995-96, 1996-97 1997-98
- Coppa d'Austria: 3

Sankt Pölten: 1994, 1996, 1998

### Allenatore
- Campionato austriaco: 1

Oberwart Gunners: 2010-11

### Individuali
- Österreichische Basketball Bundesliga MVP: 1

1996-97
- ÖBL Coach of the Year: 1

2010-11